# 江勇为
江勇为（1913年—2008年），中国人民解放军将领、中国人民解放军开国少将。
曾任海军青岛基地副政治部主任。1955年，授予中国人民解放军少将。